# Tudor Vladimirescu, Galați
Tudor Vladimirescu este satul de reședință al comunei cu același nume din județul Galați, Moldova, România. Este situat pe DN25 între satele Vameș și Hanu Conachi.
 Acest articol despre o localitate din județul Galați este deocamdată un ciot. Puteți ajuta Wikipedia prin completarea lui.